# Їлань (повіт, Хейлунцзян)
46°18′54″ пн. ш. 129°33′23″ сх. д. / 46.315° пн. ш. 129.55626° сх. д.
Їлань (кит. 依兰县, пін. Yīlán Xiàn) — один із повітів КНР у складі префектури Харбін, провінція Хейлунцзян. Адміністративний центр — містечко Їлань.

## Географія
Їлань лежить на висоті близько 100 метрів над рівнем моря у середній течії Сунгарі на сході префектури.

### Клімат
Повіт знаходиться у зоні, котра характеризується вологим континентальним кліматом з теплим літом. Найтепліший місяць — липень із середньою температурою 22,2 °C. Найхолодніший місяць — січень, із середньою температурою -17,5 °С.
| Клімат повіту Їлань     | Клімат повіту Їлань | Клімат повіту Їлань | Клімат повіту Їлань | Клімат повіту Їлань | Клімат повіту Їлань | Клімат повіту Їлань | Клімат повіту Їлань | Клімат повіту Їлань | Клімат повіту Їлань | Клімат повіту Їлань | Клімат повіту Їлань | Клімат повіту Їлань | Клімат повіту Їлань |
| Показник                | Січ.                | Лют.                | Бер.                | Квіт.               | Трав.               | Черв.               | Лип.                | Серп.               | Вер.                | Жовт.               | Лист.               | Груд.               | Рік                 |
| Середній максимум, °C   | −12,6               | −6,8                | 2                   | 13,1                | 20,6                | 25,3                | 27,2                | 25,9                | 20,6                | 11,7                | −0,8                | −10,4               | 9,7                 |
| Середня температура, °C | −17,5               | −12,7               | −4                  | 6,5                 | 13,9                | 19,4                | 22,2                | 20,7                | 14,2                | 5,6                 | −5,7                | −14,8               | 4                   |
| Середній мінімум, °C    | −21,7               | −18,2               | −9,9                | 0,2                 | 7,4                 | 14                  | 17,6                | 16,3                | 8,6                 | 0,3                 | −10,1               | −18,8               | −1,2                |
| Норма опадів, мм        | 4.1                 | 4.3                 | 13.1                | 24.2                | 49.8                | 90.2                | 135.1               | 135.9               | 52.8                | 32.4                | 11.8                | 8                   | 561.7               |
| Вологість повітря, %    | 71                  | 67                  | 61                  | 57                  | 59                  | 71                  | 80                  | 82                  | 76                  | 66                  | 66                  | 72                  | 69                  |
| ----------------------- | ------------------- | ------------------- | ------------------- | ------------------- | ------------------- | ------------------- | ------------------- | ------------------- | ------------------- | ------------------- | ------------------- | ------------------- | ------------------- |
| Джерело: data.cma.cn    |                     |                     |                     |                     |                     |                     |                     |                     |                     |                     |                     |                     |                     |